# Puerta de Niederemmendingen
La Puerta de Niederemmendingen es la única que queda de las puertas de la ciudad de Emmendingen en Baden-Wurtemberg, Alemania.
Entre 1597 y 1624 un anillo de murallas fue construido alrededor de la ciudad Emmendingen con cuatro puertas: la puerta de Hachberg, la puerta de Friburgo, la puertita del molino y la puerta de Niederemmendingen. En 1689 las tropas de ocupación francesas hicieron volar la muralla. Tres de las puertas de la ciudad fueron demolidos en el transcurso del tiempo.
La puerta de Niederemmendingen que ha sido conservada fue remodificada en forma barroca en 1705. Un privilegio de una ciudad era de gravar impuestos como el portazgo para entrar en la ciudad por una puerta. En la puerta de Niederemmendingen la ciudad Emmendingen hizo uso de este privilegio hasta la mitad del siglo XIX.

## Exposiciones
Desde 1996 se muestran regularmente cada año cinco exposiciones de una duración de cuatro a seis semanas. Se trata de exposiciones de arte contemporáneo joven en los campos de la pintura, el dibujo, el vídeo, la fotografía y la escultura.

## Enlaces
- Sitio web de la Galería en la Puerta
- Todas las exposiciones desde 2003

- Datos: Q15297644